# Marie Holst
Marie Holst (født 5. december 1866 i Seest ved Kolding, død 18. februar 1917) var en dansk missionær, som virkede i Indien i Den danske Pathanmission.

## Liv og gerning
Hun blev kaldet til at gå ud som missionær kort tid efter sin omvendelse. Hun blev uddannet dels på Diakonissestiftelsen og dels på den kvindelige lægeskole i London, i 1896 fik hun den medicinske doktorgrad i Bruxelles, hvor efter hun rejste til Sydindien (Bangalore) i et engelsk missionsselskabs tjeneste. I 1898 overtog hun ledelsen af et hospital i Peshawar, som hun forestod indtil 1902. Under hendes ophold her modnedes tankerne om at drive lægemission i distriktets landsbyer med to telte, der kunne tjene hende til bolig, operationsstue og poliklinik (heraf fik virksomheden navnet "Teltmissionen"). Bag ved alt dette lå som hendes livs store drøm at kunne få lov til at drage ind i det lukkede Afghanistan som lægemissionær.
1902—03 var Frk. Holst i Danmark, hvor en del havde fået interesse for hendes arbejde, og det lykkedes at nå til en foreløbig ordning med det engelske selskab, således at hun blev underholdt af venner i Danmark gennem Dansk Missions Selskab. Da hun rejste ud igen, havde hun lærerinden frk. Malthe med sig (arbejdede i Teltmissionen til 1909). I årene 1904—1907 var byen Hoti ved Mardan udgangspunktet for arbejdet, indtil et nyt, moderne indrettet hospital med missionærbolig i 1908 blev indviet i sidstnævnte by.
Under frk Holsts 2. hjemmeophold 1909 fik hjemmearbejdet fastere former, idet der blev dannet en særlig komité med professor Saugman som formand. I 1915 blev rektor H. Edv. Hass formand.
Frk. Holst døde som følge af et ulykkestilfælde 18. februar 1917. Dette i forbindelse med forholdene under 1. verdenskrig medførte, at arbejdet lå stille i nogle år. Nye kræfter meldte sig imidlertid, og 1921 kunne hospitalet i Mardan officielt genåbnes under dr. Anna Bramsen’s ledelse. Den danske Mission fik et særligt område omkring Mardan, af størrelse som Fyn og Falster tilsammen med 1/2 million indbyggere, med ret til at danne en selvstændig kirke. De forandrede forhold har medført, at man mere og mere gik bort fra navnet "Teltmissionen" til det mere betegnende "Den danske Pathanmission".